# Пономарьовка (Пономарьовський район)
Пономарьо́вка (рос. Пономарёвка) — село, адміністративний центр Пономарьовського району Оренбурзької області, Росія.

## Населення
Населення — 5200 осіб (2010; 5405 у 2002).
Національний склад (станом на 2002 рік):
- росіяни — 88 %